# Cratere Ulu
Ulu  è un cratere sulla superficie di Marte.